# Marynowy

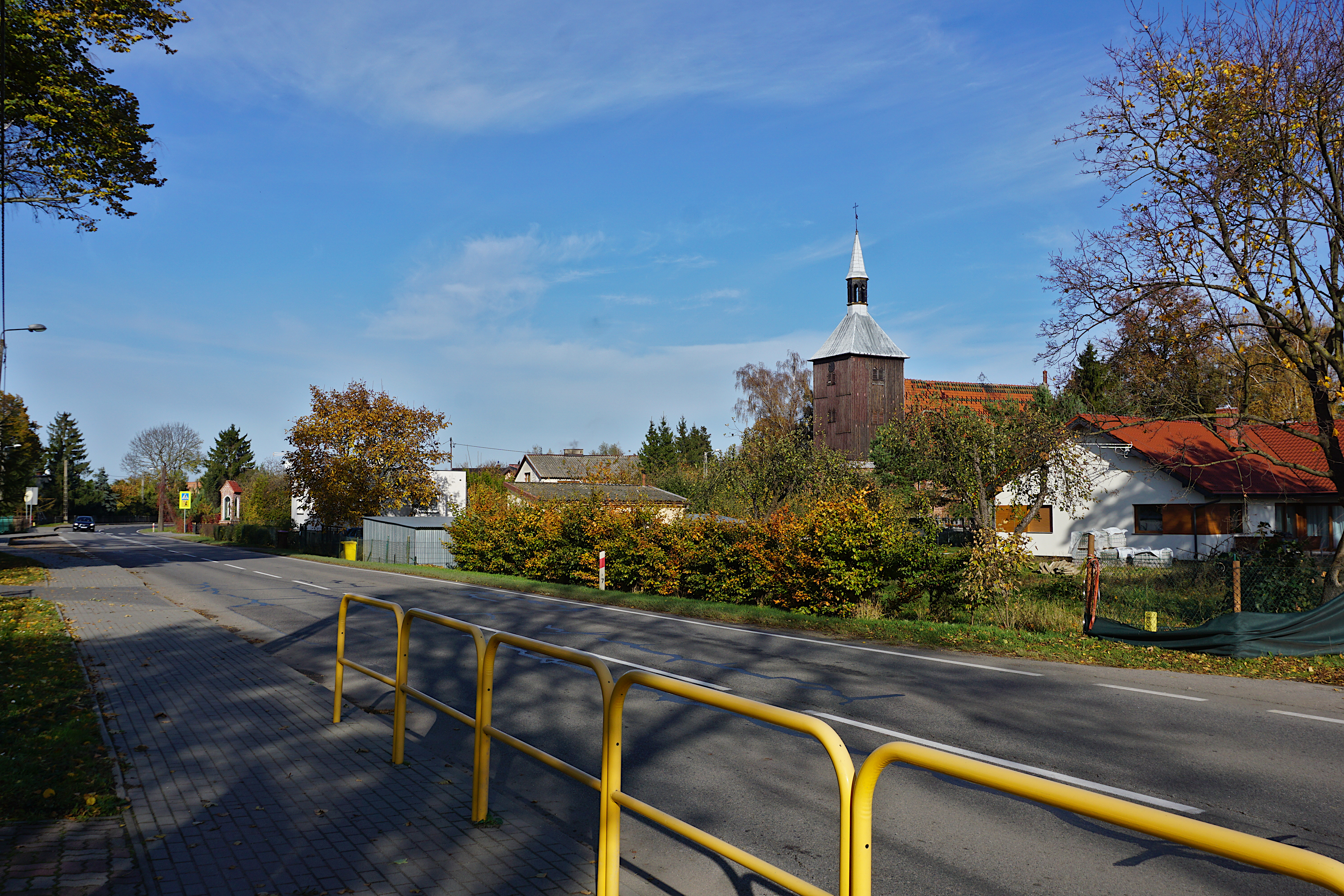
Dorfpartie in Marienau

Marynowy (deutsch Marienau) ist ein Dorf in der Stadt- und Landgemeinde Nowy Dwór Gdański (Tiegenhof) im Powiat Nowodworski der polnischen Woiwodschaft Pommern.

## Geographische Lage
Die Ortschaft liegt im ehemaligen Westpreußen, etwa 15 Kilometer nördlich der Stadt Malbork (Marienburg) und 20 Kilometer westlich der Stadt Elbląg (Elbing). Bei dem Dorf führt eine Brücke über die Święta (Schwente).

## Geschichte

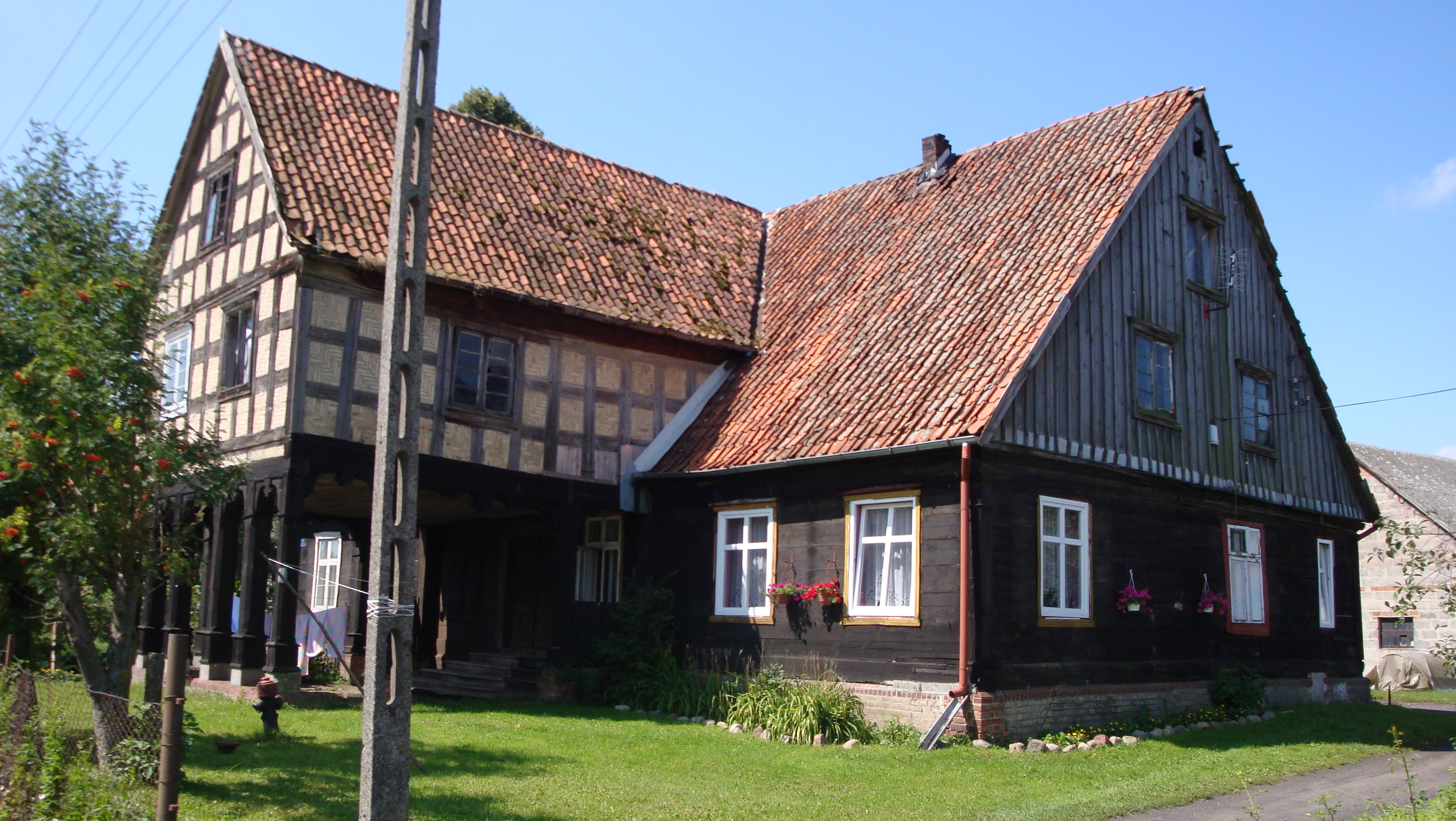
Altes Vorlaubenhaus

Das Dorf wurde 1321 vom Deutschen Orden gegründet; die Privilegien hatte ihm  Werner von Orseln verliehen, der damals Großkomtur von Marienburg war.
In den Aufzeichnungen des Dominikaners Martin Grunewald, der Ende des 16. Jahrhunderts Osteuropa bereiste, wird das Dorf unter dem Namen Marienaw erwähnt. Um die Mitte des 18. Jahrhunderts waren die Ortsnamen Marjenau und Marienau gebräuchlich. Zwar vertrat der evangelische Dorfpfarrer Zimmermann, als er um 1838 seine Memoiren schrieb, die Auffassung, der Ortsname Marienau müsse viersilbig ausgesprochen werden, wenn es jedoch zutrifft, dass Johannes Trunczmann de Mergenow hier um 1380 geboren wurde, der vermutlich mit dem Kulmer Bischof Johannes Margenau identisch ist, dann dürfte die dreisilbige Aussprache nicht minder berechtigt sein.
Die Häuser des alten Kirchdorfs waren entlang eines nahezu halbkreisförmigen Bogens angeordnet worden, die erhabene Seite des Bogens war nach Osten ausgerichtet. Im 19. Jahrhundert hatte das Dorf eine evangelische Kirche und eine katholische Kirche, letztere war die ältere von beiden. Am Ort gab es zwei Dorfschulen, für jede der beiden Hauptkonfessionen eine eigene.
Das Dorf gehörte seit 1818 dem Kreis Marienburg (Westpreußen) an. Im Jahr 1818 hatte es 724   Einwohner, die auf 80 Häuser verteilt waren. Im Jahr 1870 verfügte König Wilhelm I. den Bau einer Chaussee von Neuteich über Marienau zu dem Marktflecken Tiegenhof.
1920 wechselte Marienau vom deutschen Kreis Marienburg in den Landkreis Großes Werder des Freistaats Danzig. Mit Einnahme des Freistaates 1939 durch Deutschland und die folgende völkerrechtlich nicht anerkannte Annexion kam Marienau bis 1945 unter deutsche Herrschaft.
Gegen Ende des Zweiten Weltkriegs wurde Marienau zusammen mit der Region von der Roten Armee besetzt. Bald darauf wurde das Dorf unter polnische Verwaltung gestellt. Marienau erhielt den polnischen Namen Marynowo. Soweit die deutschen Einwohner nicht geflohen waren, wurden sie in der darauf folgenden Zeit vertrieben.

## Einwohnerzahlen
- 1818: 724[7]
- 1873: 873[10]

## Kirchspiele
Im 19. Jahrhundert war etwa die Hälfte der Dorfbewohner evangelisch, die andere Hälfte katholisch. Die Gutsbesitzer waren überwiegend Mennoniten. Es gab ein evangelisches Kirchspiel Marienau und ein katholisches Kirchspiel Marienau. Zum evangelischen Kirchspiel gehörte das Nachbardorf Rückenau.

### Evangelische Pfarrer bis 1945
- Blasius Macer, seit 1574 (soll hier der erste evangelischer Pfarrer gewesen sein)[4]
- Martin Schnell († 1650), 1627–1650[4]
- Peter von Haltern († 1650), 1650[4]
- Georg Schwebel, 1651–1655[4]
- Johannes Baumanns († 1693), 1655–1693[4]
- Jacob Hillers († 1698), 1693–1698[4]
- Samule Schröds († 1709), 1698[4]
- Godeschalcus Steinböhmer, 1698–1711[4]
- Johann Friedrich Moses († 1725), 1711–1725[4]
- Johann Jacob Stroby, seit 1725[4]
- Zimmermann, ca. 1825–1836[5]
- Otto Leopold Claass, seit 1836[11]

## Persönlichkeiten
- Johannes Margenau (* ca. 1380; † 1457), 1416–1457 Bischof von Kulm, wurde vermutlich hier geboren.[6]